# 静岡県第5区
静岡県第5区（しずおかけんだい5く）は、日本の衆議院における選挙区。1994年（平成6年）の公職選挙法改正で設置。2002年（平成14年）に一部区割りの見直しが行われた。

## 区域

### 現在の区域
2022年（令和4年）公職選挙法改正以降の区域は以下のとおりである。伊豆の国市旧伊豆長岡町の部分は6区となった。
- 三島市
- 富士市（旧富士川町域を除く）
- 御殿場市
- 裾野市
- 田方郡
- 駿東郡
  - 小山町

### 2002年から2022年までの区域
2013年（平成25年）公職選挙法改正から2022年の小選挙区改定までの区域は以下のとおりである。
- 三島市
- 富士市（旧富士川町域を除く）
- 御殿場市
- 裾野市
- 伊豆の国市（旧伊豆長岡町域）
- 田方郡
- 駿東郡
  - 小山町

2002年（平成14年）公職選挙法改正から2013年の小選挙区改定までの区域は以下のとおりである。2002年の区割り改正により、富士宮市と富士郡は4区へ移出し、選挙区の範囲は富士地区から富士山南東部となっている。
- 三島市
- 富士市
- 御殿場市
- 裾野市
- 田方郡
  - 伊豆長岡町
  - 函南町
- 駿東郡
  - 小山町

### 2002年以前の区域
1994年（平成6年）公職選挙法改正から2002年の小選挙区改定までの区域は以下のとおりである。
- 富士宮市
- 富士市
- 富士郡

## 歴史
2002年の区割り改正以降に行われた第43回（2003年）、第44回（2005年）、第45回（2009年）の3回の総選挙では、旧静岡7区から転出してきた細野豪志と斉藤斗志二が激しく争っていたが、第45回の後、斉藤は政界を引退。斉藤の引退後、自民党は新人の吉川赳を擁立していたが、民主党幹事長や民主党政調会長、環境大臣など要職を歴任した細野が知名度を活かして第43回（2003年）から連続で当選しており、民主党が比較的強い選挙区であった。
細野は、2017年に民主党の後継である民進党を離党し希望の党に合流した後も当選したが、2019年に無所属のまま自民党二階派に入会。このため、吉川や自民党県連が強く反発する事態となった。2021年の第49回衆議院議員総選挙では自民党の公認候補は吉川となったため自民党への入党を目指す細野は無所属での立候補となったが、細野が吉川に対しダブルスコアでの圧勝を決めた（吉川は比例復活）。なお公明党は、保守分裂を理由として過去2回推薦を与えていた吉川への推薦を見送っていた。選挙から5日後の11月5日、自民党本部は細野の自民党への入党を認めた。なお、党本部は、11月末までに細野の所属する県連や支部の扱いについて方針を示すとし、その後、党本部から細野を静岡県連に入れるよう指示があり、県連は11月23日に県連入りを容認した。一方で静岡5区の支部長を細野が務める見通しは立たない状況が続いた。この背景には吉川赳が岸田文雄総理・総裁自身の派閥（宏池会）に所属するために支部長を継続させたい本部の意向と、民主党時代に細野が自民党に対して批判をしていたために県連の一部が反発していることが挙げられた。
2022年6月、吉川が自身の不祥事により自由民主党を離党。同年7月に参院選を控えていたことから、自民党県連会長の城内実（静岡7区選出）が静岡5区支部長代行を務めることとなった。その後も調整が難航し、2023年6月にようやく細野の支部長就任が決定した。
2024年に行われた第50回衆議院議員総選挙では、細野が自民党に入党後初の総選挙となったが、自民党の政治資金パーティー裏金事件や、それ以前の統一教会（現在の世界平和統一家庭連合）との関係などの不祥事の報道の影響などにより、静岡県を含め、全国的に支持率や得票率などが低下していたにもかかわらず、この選挙区では、他の候補者の比例復活を許さない安定した強さを継続するに至っている。

## 小選挙区選出議員
| 選挙名                 | 年                 | 当選者     | 党派       |
| ---------------------- | ------------------ | ---------- | ---------- |
| 第41回衆議院議員総選挙 | 1996年（平成8年）  | 斉藤斗志二 | 自由民主党 |
| 第42回衆議院議員総選挙 | 2000年（平成12年） | 斉藤斗志二 | 自由民主党 |
| 第43回衆議院議員総選挙 | 2003年（平成15年） | 細野豪志   | 民主党     |
| 第44回衆議院議員総選挙 | 2005年（平成17年） | 細野豪志   | 民主党     |
| 第45回衆議院議員総選挙 | 2009年（平成21年） | 細野豪志   | 民主党     |
| 第46回衆議院議員総選挙 | 2012年（平成24年） | 細野豪志   | 民主党     |
| 第47回衆議院議員総選挙 | 2014年（平成26年） | 細野豪志   | 民主党     |
| 第48回衆議院議員総選挙 | 2017年（平成29年） | 細野豪志   | 希望の党   |
| 第49回衆議院議員総選挙 | 2021年（令和3年）  | 細野豪志   | 無所属     |
| 第50回衆議院議員総選挙 | 2024年（令和6年）  | 細野豪志   | 自由民主党 |

## 選挙結果
時の内閣：第1次石破内閣 解散日：2024年10月9日 公示日：2024年10月15日
当日有権者数：43万6905人 最終投票率：52.98%（前回比： 1.41%） （全国投票率：53.85%（2.08%））
| 当落 | 候補者名 | 年齢 | 所属党派   | 新旧 | 得票数    | 得票率 | 惜敗率 | 推薦・支持 | 重複 |
| ---- | -------- | ---- | ---------- | ---- | --------- | ------ | ------ | ---------- | ---- |
| 当   | 細野豪志 | 53   | 自由民主党 | 前   | 141,021票 | 63.17% | ――     | 公明党推薦 | ◯    |
|      | 外山和之 | 61   | 立憲民主党 | 新   | 66,612票  | 29.84% | 47.24% |            | ○    |
|      | 下山一美 | 71   | 日本共産党 | 新   | 15,605票  | 6.99%  | 11.07% |            |      |

時の内閣：第1次岸田内閣 解散日：2021年10月14日 公示日：2021年10月19日
当日有権者数：45万8636人 最終投票率：54.39%（前回比：0.83%） （全国投票率：55.93%（2.25%））
| 当落 | 候補者名 | 年齢 | 所属党派   | 新旧 | 得票数    | 得票率 | 惜敗率 | 推薦・支持 | 重複 |
| ---- | -------- | ---- | ---------- | ---- | --------- | ------ | ------ | ---------- | ---- |
| 当   | 細野豪志 | 50   | 無所属     | 前   | 127,580票 | 51.81% | ――     |            | ×    |
| 比当 | 吉川赳   | 39   | 自由民主党 | 前   | 61,337票  | 24.91% | 48.08% |            | ○    |
|      | 小野範和 | 48   | 立憲民主党 | 新   | 51,965票  | 21.10% | 40.73% |            | ○    |
|      | 千田光   | 43   | 愛地球党   | 新   | 5,350票   | 2.17%  | 4.19%  |            |      |

- 投票結果、開票結果 - 静岡県選挙管理委員会
- 静岡県選挙管理委員会は2021年11月2日、静岡県第5区の当選者を細野豪志とする告示をした[14]。
- 中央選挙管理会は2021年11月5日、比例東海ブロックの当選者を吉川赳を含む21人とする告示をした[15]。
- 細野は選挙5日後の11月5日に自民党への入党が許可された[16]。
- 自民党は比例東海ブロックで9議席獲得しており、重複立候補した候補は全員復活当選した。その中で、吉川は自民党の同ブロックの重複立候補者の中で最下位での比例復活であり、全自民党小選挙区立候補者の中で最も低い惜敗率でもあった。その後、吉川は不祥事により、2022年6月10日に自由民主党を離党した。

時の内閣：第3次安倍第3次改造内閣 解散日：2017年9月28日 公示日：2017年10月10日
当日有権者数：46万4130人 最終投票率：55.22%（前回比：0.52%） （全国投票率：53.68%（1.02%））
| 当落 | 候補者名 | 年齢 | 所属党派   | 新旧 | 得票数    | 得票率 | 惜敗率 | 推薦・支持 | 重複 |
| ---- | -------- | ---- | ---------- | ---- | --------- | ------ | ------ | ---------- | ---- |
| 当   | 細野豪志 | 46   | 希望の党   | 前   | 137,523票 | 54.85% | ――     |            |      |
|      | 吉川赳   | 35   | 自由民主党 | 元   | 92,467票  | 36.88% | 67.24% | 公明党推薦 | ○    |
|      | 井口昌彦 | 63   | 日本共産党 | 新   | 20,750票  | 8.28%  | 15.09% |            |      |

- 投票結果、開票結果 - 静岡県選挙管理委員会
- 静岡県選挙管理委員会は2017年10月24日、静岡県第5区の当選者を細野豪志とする告示をした[17]。
- 細野は希望の党から立候補した候補者の中で唯一、比例重複立候補せずに小選挙区のみでの立候補。
- 吉川は田畑毅の議員辞職により2019年3月13日に繰り上げ当選。

時の内閣：第2次安倍改造内閣 解散日：2014年11月21日 公示日：2014年12月2日
当日有権者数：45万6271人 最終投票率：54.70%（前回比：5.38%） （全国投票率：52.66%（6.66%））
| 当落 | 候補者名 | 年齢 | 所属党派   | 新旧 | 得票数    | 得票率 | 惜敗率 | 推薦・支持 | 重複 |
| ---- | -------- | ---- | ---------- | ---- | --------- | ------ | ------ | ---------- | ---- |
| 当   | 細野豪志 | 43   | 民主党     | 前   | 143,012票 | 58.56% | ――     |            |      |
|      | 吉川赳   | 32   | 自由民主党 | 前   | 84,574票  | 34.63% | 59.14% | 公明党推薦 | ○    |
|      | 大庭桃子 | 58   | 日本共産党 | 新   | 16,638票  | 6.81%  | 11.63% |            |      |

- 投票結果、開票結果 - 静岡県選挙管理委員会
- 静岡県選挙管理委員会は2014年12月16日、静岡県第5区の当選者を細野豪志とする告示をした[18]。
- 細野は民主党から立候補した候補者の中で唯一、比例重複立候補せずに小選挙区のみでの立候補。

時の内閣：野田第3次改造内閣 解散日：2012年11月16日 公示日：2012年12月4日
当日有権者数：45万7412人 最終投票率：60.08%（前回比：9.54%） （全国投票率：59.32%（9.96%））
| 当落 | 候補者名 | 年齢 | 所属党派   | 新旧 | 得票数    | 得票率 | 惜敗率 | 推薦・支持   | 重複 |
| ---- | -------- | ---- | ---------- | ---- | --------- | ------ | ------ | ------------ | ---- |
| 当   | 細野豪志 | 41   | 民主党     | 前   | 156,887票 | 58.98% | ――     | 国民新党推薦 | ○    |
| 比当 | 吉川赳   | 30   | 自由民主党 | 新   | 84,800票  | 31.88% | 54.05% | 公明党推薦   | ○    |
|      | 大庭桃子 | 56   | 日本共産党 | 新   | 15,526票  | 5.84%  | 9.90%  |              |      |
|      | 石下久雄 | 58   | 無所属     | 新   | 8,802票   | 3.31%  | 5.61%  |              | ×    |

- 投票結果[リンク切れ]、開票結果[リンク切れ] - 静岡県選挙管理委員会
- 静岡県選挙管理委員会は2012年12月18日、静岡県第5区の当選人を細野豪志とする告示をした[19]。
- 中央選挙管理会は2012年12月21日、比例東海ブロックの当選人を吉川赳を含む21人とする告示をした[20]。

時の内閣：麻生内閣 解散日：2009年7月21日 公示日：2009年8月18日
当日有権者数：45万6360人 最終投票率：69.62%（前回比：1.08%） （全国投票率：69.28%（1.77%））
| 当落 | 候補者名   | 年齢 | 所属党派   | 新旧 | 得票数    | 得票率 | 惜敗率 | 推薦・支持   | 重複 |
| ---- | ---------- | ---- | ---------- | ---- | --------- | ------ | ------ | ------------ | ---- |
| 当   | 細野豪志   | 38   | 民主党     | 前   | 184,328票 | 59.04% | ――     | 国民新党推薦 | ○    |
|      | 齊藤斗志二 | 64   | 自由民主党 | 前   | 121,813票 | 39.02% | 66.08% | 公明党推薦   | ○    |
|      | 堀慎太郎   | 34   | 幸福実現党 | 新   | 6,069票   | 1.94%  | 3.29%  |              |      |

時の内閣：第2次小泉改造内閣 解散日：2005年8月8日 公示日：2005年8月30日
当日有権者数：44万8424人 最終投票率：68.54%（前回比：4.86%） （全国投票率：67.51%（7.65%））
| 当落 | 候補者名   | 年齢 | 所属党派   | 新旧 | 得票数    | 得票率 | 惜敗率 | 推薦・支持 | 重複 |
| ---- | ---------- | ---- | ---------- | ---- | --------- | ------ | ------ | ---------- | ---- |
| 当   | 細野豪志   | 34   | 民主党     | 前   | 148,002票 | 48.79% | ――     |            | ○    |
| 比当 | 齊藤斗志二 | 60   | 自由民主党 | 前   | 141,387票 | 46.61% | 95.53% | 公明党推薦 | ○    |
|      | 作山夕貴   | 33   | 日本共産党 | 新   | 13,936票  | 4.59%  | 9.42%  |            |      |

- 投票結果[21]、開票結果[22]
- 静岡県選挙管理委員会は2005年9月13日、静岡県第5区の当選者を細野豪志とする告示をした[23]。
- 中央選挙管理会は2005年9月16日、比例東海ブロックの当選者を齊藤斗志二を含む21人とする告示をした[24]。

時の内閣：第1次小泉第2次改造内閣 解散日：2003年10月10日 公示日：2003年10月28日
当日有権者数：44万3572人 最終投票率：63.68%（前回比：0.26%） （全国投票率：59.86%（2.63%））
| 当落 | 候補者名   | 年齢 | 所属党派   | 新旧 | 得票数    | 得票率 | 惜敗率 | 推薦・支持           | 重複 |
| ---- | ---------- | ---- | ---------- | ---- | --------- | ------ | ------ | -------------------- | ---- |
| 当   | 細野豪志   | 32   | 民主党     | 前   | 137,201票 | 49.39% | ――     |                      | ○    |
| 比当 | 齊藤斗志二 | 58   | 自由民主党 | 前   | 129,988票 | 46.79% | 94.74% | 公明党・保守新党推薦 | ○    |
|      | 杉田保雄   | 56   | 日本共産党 | 新   | 10,610票  | 3.82%  | 7.73%  |                      |      |

- 投票結果[25]、開票結果[26]
- 静岡県選挙管理委員会は2003年11月11日、静岡県第5区の当選者を細野豪志とする告示をした[27]。
- 中央選挙管理会は2003年11月14日、比例東海ブロックの当選者を齊藤斗志二を含む21人とする告示をした[28]。
- 細野は第42回は旧7区で当選している。

時の内閣：第1次森内閣 解散日：2000年6月2日 公示日：2000年6月13日
当日有権者数：28万6109人 最終投票率：60.92%（前回比：6.17%） （全国投票率：62.49%（2.84%））
| 当落 | 候補者名   | 年齢 | 所属党派   | 新旧 | 得票数   | 得票率 | 惜敗率 | 推薦・支持         | 重複 |
| ---- | ---------- | ---- | ---------- | ---- | -------- | ------ | ------ | ------------------ | ---- |
| 当   | 齊藤斗志二 | 55   | 自由民主党 | 前   | 84,743票 | 49.85% | ――     | 公明党・保守党推薦 | ○    |
|      | 和泉昭子   | 38   | 民主党     | 新   | 54,010票 | 31.77% | 63.73% |                    | ○    |
|      | 菊地董     | 58   | 社会民主党 | 前   | 18,345票 | 10.79% | 21.65% |                    | ○    |
|      | 杉田保雄   | 53   | 日本共産党 | 新   | 12,908票 | 7.59%  | 15.23% |                    |      |

- 投票結果[29]、開票結果[30]
- 静岡県選挙管理委員会は2000年6月27日、静岡県第5区の当選者を齊藤斗志二とする告示をした[31]。
- 菊池は第41回は旧7区で立候補し、落選。その後前島秀行の死去により繰り上げ当選。

時の内閣：第1次橋本内閣 解散日：1996年9月27日 公示日：1996年10月8日
当日有権者数：27万6544人 最終投票率：54.75%（前回比：11.19%） （全国投票率：59.65%（8.11%））
| 当落 | 候補者名   | 年齢 | 所属党派   | 新旧 | 得票数   | 得票率 | 惜敗率 | 推薦・支持 | 重複 |
| ---- | ---------- | ---- | ---------- | ---- | -------- | ------ | ------ | ---------- | ---- |
| 当   | 齊藤斗志二 | 51   | 自由民主党 | 前   | 76,492票 | 52.51% | ――     |            | ○    |
| 比当 | 前島秀行   | 55   | 社会民主党 | 前   | 32,545票 | 22.34% | 42.55% |            | ○    |
|      | 斉藤進     | 46   | 無所属     | 新   | 21,710票 | 14.90% | 28.38% | 新進党推薦 | ×    |
|      | 下岡昭一   | 60   | 日本共産党 | 新   | 14,927票 | 10.25% | 19.51% |            |      |

- 投票結果[32]、開票結果[33]
- 静岡県選挙管理委員会は1996年10月22日、静岡県第5区の当選者を齊藤斗志二とする告示をした[34]。
- 中央選挙管理会は1996年10月25日、比例東海ブロックの当選者を前島秀行を含む23人とする告示をした[35]。